# Бойова вулиця (Київ)
Бойова́ ву́лиця — вулиця в Голосіївському районі міста Києва, місцевість Цимбалів яр. Пролягає від вулиці Цимбалів Яр, що утворює навколо неї півкільце.

## Історія
Вулиця виникла у середині XX століття під назвою 366-та Нова. Сучасна назва — з 1944 року.